# Чо Юн Чон (тенісистка)
Чо Юн Чон (нар. 2 квітня 1979) — колишня південнокорейська тенісистка.
Найвищу одиночну позицію світового рейтингу — 45 місце досягла 14 липня 2003, парну — 98 місце — 22 вересня 2003 року.
Здобула 5 одиночних та 1 парний титул.
Найвищим досягненням на турнірах Великого шолома було 3 коло в одиночному розряді.
Завершила кар'єру 2008 року.

## Фінали турнірів WTA

### Одиночний розряд: 3 (3 поразки)
| Легенда           |
| ----------------- |
| Tier I (0–0)      |
| Tier II (0–0)     |
| Tier III (0–0)    |
| Tier IV & V (0–3) |

| Результат | Дата     | Турнір                                                     | Покриття | Суперниця               | Рахунок       |
| --------- | -------- | ---------------------------------------------------------- | -------- | ----------------------- | ------------- |
| Поразка   | Лис 2002 | Pattaya Women's Open, Таїланд                              | Тверде   | Анжелік Віджайя         | 2–6, 4–6      |
| Поразка   | Січ 2003 | ASB Classic, Нова Зеландія                                 | Тверде   | Елені Даніліду          | 4–6, 6–4, 6–7 |
| Поразка   | Січ 2006 | Richard Luton Properties Canberra International, Австралія | Тверде   | Анабель Медіна Гаррігес | 4–6, 6–0, 4–6 |

### Парний розряд: 2 (1–1)
| Результат | Дата     | Турнір                                                 | Покриття | Партнерка          | Суперниці              | Рахунок       |
| --------- | -------- | ------------------------------------------------------ | -------- | ------------------ | ---------------------- | ------------- |
| Поразка   | Лип 2003 | Silicon Valley Classic, США                            | Тверде   | Франческа Ск'явоне | Кара Блек Ліза Реймонд | 6–7, 1–6      |
| Перемога  | Жов 2004 | Hansol Korea Open Tennis Championships, Південна Корея | Тверде   | Чон Мі Ра          | Чжуан Цзяжун Сє Шувей  | 6–3, 1–6, 7–5 |

## Фінали ITF

### Одиночний розряд: 13 (5–8)
| Легенда          |
| ---------------- |
| турніри $100,000 |
| турніри $75,000  |
| турніри $50,000  |
| турніри $25,000  |
| турніри $10,000  |

| Результат | Ранг | Дата              | Турнір                        | Покриття | Суперниця       | Рахунок          |
| --------- | ---- | ----------------- | ----------------------------- | -------- | --------------- | ---------------- |
| Поразка   | 1.   | 31 березня 1996   | ITF Джакарта, Індонезія       | Тверде   | Чхой Йон Ча     | 2–6, 1–6         |
| Перемога  | 2.   | 6 квітня 1997     | ITF Jakarta                   | Тверде   | Чхой Йон Ча     | 6–4, 6–1         |
| Поразка   | 3.   | 13 квітня 1997    | ITF Jakarta                   | Тверде   | Чхой Йон Ча     | 1–6, 5–7         |
| Перемога  | 4.   | 18 лютого 2001    | ITF Мідленд, США              | Тверде   | Тара Снайдер    | 6–3, 6–1         |
| Поразка   | 5.   | 18 лютого 2001    | ITF Сеул, Південна Корея      | Тверде   | Міхо Саекі      | 3–6, 0–6         |
| Поразка   | 6.   | 25 листопада 2001 | ITF Нуріоотпа, Австралія      | Тверде   | Обата Саорі     | 4–6, 1–6         |
| Перемога  | 7.   | 21 липня 2002     | ITF Ойстер-Бей, США           | Тверде   | Ірина Селютіна  | 7–6(5), 6–4      |
| Перемога  | 8.   | 24 листопада 2002 | ITF Nuriootpa                 | Тверде   | Алісія Молік    | 6–4, 6–1         |
| Поразка   | 9.   | 8 червня 2003     | ITF Сербітон, Велика Британія | Трава    | Крістіна Бранді | 1–6, 3–6         |
| Поразка   | 10.  | 21 листопада 2004 | ITF Nuriootpa                 | Тверде   | Еві Домінікович | 4–6, 7–5, 4–6    |
| Поразка   | 11.  | 28 листопада 2004 | ITF Маунт-Гамбір, Австралія   | Тверде   | Еві Домінікович | 5–7, 3–6         |
| Поразка   | 12.  | 13 лютого 2005    | ITF Midland                   | Тверде   | Лора Гренвілл   | 3–6, 6–3, 6–7(6) |
| Перемога  | 13.  | 20 березня 2005   | ITF Оріндж, США               | Тверде   | Юлія Шруфф      | 7–6(3), 6–1      |

### Парний розряд: 16 (10–6)
| Результат | Ранг | Дата              | Турнір                      | Покриття | Партнерка       | Суперниці                           | Рахунок       |
| --------- | ---- | ----------------- | --------------------------- | -------- | --------------- | ----------------------------------- | ------------- |
| Поразка   | 1.   | 13 квітня 1997    | ITF Джакарта, Індонезія     | Тверде   | Won Kyung-joo   | Джасмін Чаудурі Ліззі Джелфс        | 4–6, 6–7      |
| Перемога  | 2.   | 5 травня 1997     | ITF Seoul                   | Ґрунт    | Кім Ин Ха       | Чхой Йон Ча Пак Сон Хі              | 6–3, 7–6(6)   |
| Поразка   | 3.   | 3 травня 1998     | ITF Ґіфу, Японія            | Трава    | Пак Сон Хі      | Кетрін Берклей Керрі-Енн Г'юз       | 6–7(3), 4–6   |
| Перемога  | 4.   | 10 травня 1998    | ITF Seoul                   | Ґрунт    | Пак Сон Хі      | Дін Дін Лі Тін                      | 6–1, 3–6, 6–2 |
| Перемога  | 5.   | 21 березня 1999   | ITF Нода, Японія            | Тверде   | Пак Сон Хі      | Асагое Сінобу Юка Йосіда            | 6–3, 6–3      |
| Перемога  | 6.   | 2 травня 1999     | ITF Gifu                    | Килим    | Чхе Кйон І      | Хісамацу Сіхо Нана Міяґі            | 6–2, 4–6, 6–2 |
| Поразка   | 7.   | 24 травня 1999    | ITF Варшава, Польща         | Ґрунт    | Пак Сон Хі      | Магда Міхалаке Єлена Костанич-Тошич | 1–6, 3–6      |
| Перемога  | 8.   | 31 січня 2000     | ITF Клірвотер, США          | Тверде   | Ї Цзін-Цянь     | Сандра Качіч Ліндсей Лі-Вотерс      | 6–4, 7–6(7)   |
| Перемога  | 9.   | 28 травня 2000    | ITF Хошимін, В'єтнам        | Тверде   | Обата Саорі     | Лі На Лі Тін                        | 6–1, 6–2      |
| Поразка   | 10.  | 28 жовтня 2000    | ITF Seoul                   | Тверде   | Чон Мі Ра       | Суріна Де Беер Марлен Вайнгартнер   | 2–4, 1–4, 4–1 |
| Перемога  | 11.  | 1 травня 2002     | ITF Gifu                    | Трава    | Еві Домінікович | Асагое Сінобу Фудзівара Ріка        | 6–2, 6–2      |
| Перемога  | 12.  | 12 травня 2002    | ITF Фукуока, Японія         | Тверде   | Асагое Сінобу   | Жулі Пуллен Лорна Вудрофф           | 6–2, 6–4      |
| Перемога  | 13.  | 2 травня 2004     | ITF Gifu                    | Килим    | Чон Мі Ра       | Чжуан Цзяжун Вінне Пракуся          | 7–6(4), 6–2   |
| Перемога  | 14.  | 15 листопада 2004 | ITF Nuriootpa               | Тверде   | Kim Jin-hee     | Еві Домінікович Даніелла Джефлі     | 7–5, 6–2      |
| Поразка   | 15.  | 4 травня 2008     | ITF Кімчхон, Південна Корея | Тверде   | Kim Jin-hee     | Чжань Цзіньвей Ярміла Вулф          | 2–6, 0–6      |
| Поразка   | 16.  | 11 травня 2008    | ITF Чханвон, Південна Корея | Тверде   | Kim Jin-hee     | Чан Кйон Мі Лі Чін А                | 5–7, 2–6      |